# رژیم غذایی کم کربوهیدرات

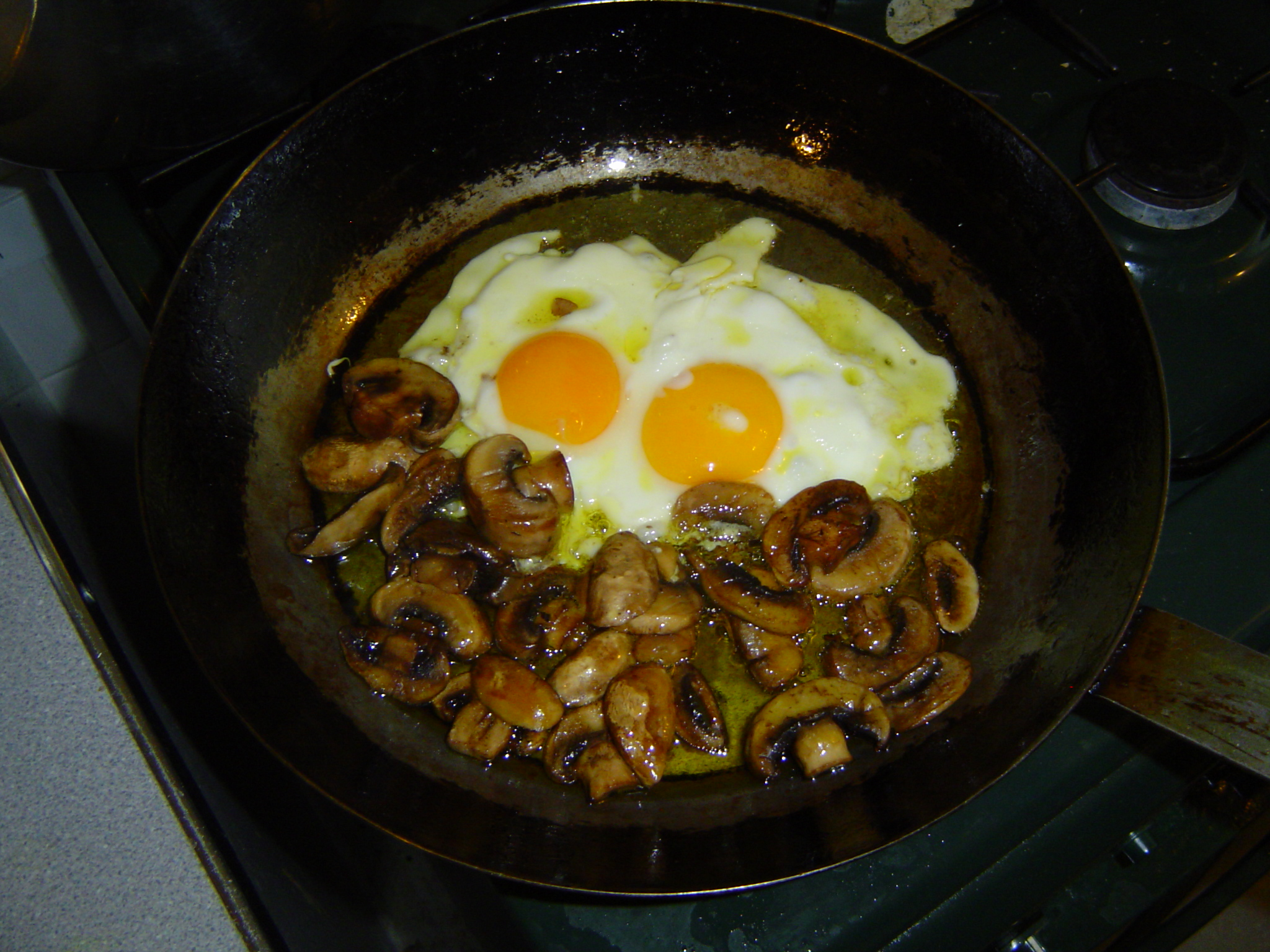
در سایر مقالات استفاده شده و از کربوهیدارت خبری در عکس نیست

رژیم غذایی کم کربوهیدرات برنامه‌هایی غذایی هستند که مصرف کربوهیدرات را محدود می‌کنند. در این رژیم غذایی، غذاهای با کربوهیدرات بالا (نظیر شکر، نان، پاستا) محدود یا حذف می‌شوند و غذاهایی که چربی بالاتر و میزان پروتئین متوسطی دارند (نظیر گوشت، ماهی، تخم‌مرغ، پنیر و آجیل) یا غذاهایی با میزان کربوهیدرات کم (نظیر سالاد سبزیجات) اضافه می‌شوند.
اصطلاح «رژیم غذایی کم-کربوهیدرات» به رژیم‌های غذایی‌ای اطلاق می‌شود که در آن کمتر از ۲۰٪ کالری دریافتی از طریق کربوهیدرات‌ها تأمین می‌شود. این اصطلاح همچنین می‌تواند به رژیم‌های که میزان کربوهیدرات را به کمتر از میزان توصیه‌شده (کمتر از ۴۵٪ از انرژی دریافتی از کربوهیدرات باشد) محدود می‌کند نیز اطلاق کرد.